# Lew Cody
Lew Cody, nato Louis Joseph Côté (Berlin, 22 febbraio 1884 – Beverly Hills, 31 maggio 1934), è stato un attore statunitense che iniziò la sua carriera cinematografica all'epoca del muto, usando talvolta il nome di Lewis Cody.

## Biografia
Louis Joseph Côté nacque da genitori francesi. Per fare l'attore, abbandonò gli studi e la medicina. Iniziò a recitare lavorando in teatro e, nel 1914, passò al cinema dove esordì in Harp of Tara, un film diretto da Raymond B. West.
Con i suoi baffetti e un'aria da seduttore, diventò molto popolare in ruoli che utilizzavano il suo fascino da viveur, in film spesso ambientati in città come Parigi. Alla MGM, ebbe spesso come partner la francese Renée Adorée con la quale formò una coppia ideale in alcune commedie maliziose. In seguito, Cody passò alla Paramount Pictures.
Nella sua carriera, che sarebbe durata fino al 1934, Cody girò circa un centinaio di film.
Si sposò due volte, sempre con un'attrice. La prima moglie fu Dorothy Dalton da cui divorziò nel 1915. La seconda, fu Mabel Normand: nel 1926, durante una festa, Cody propose per scherzo alla famosa attrice di sposarlo e lei accettò. Convinsero il giudice della contea di Ventura a celebrare la cerimonia, ma i due non vissero mai insieme anche se non divorziarono mai. Cody restò sposato a Mabel Normand fino alla morte di lei, nel 1930. Sulla tomba, il nome dell'attrice appare come Mabel Normand-Cody.
Gli ultimi anni di Cody furono funestati da grossi problemi cardiaci che lo portarono alla morte all'età di soli cinquant'anni nel 1934 subito dopo aver girato il suo ultimo film. È sepolto al cimitero cattolico Saint Peter di Lewiston, nel Maine, nella contea di Androscoggin.

## Galleria d'immagini

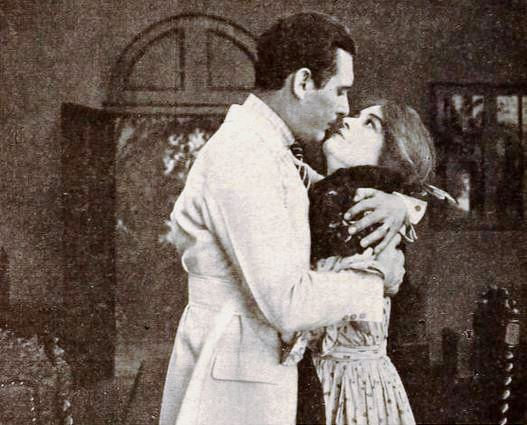
A Branded Soul (1917)
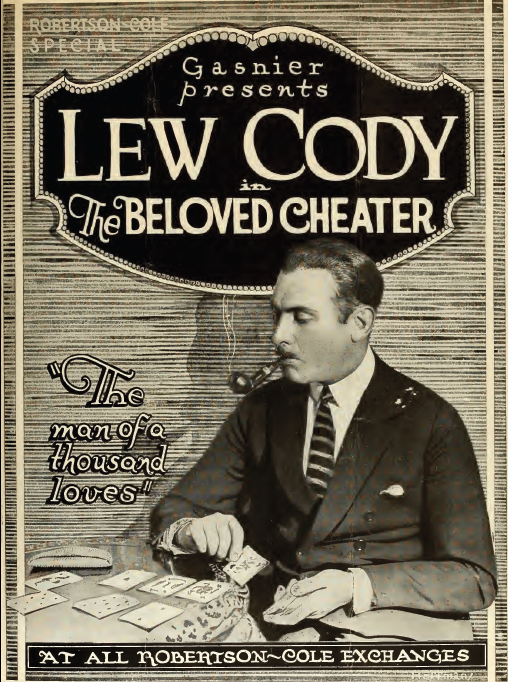
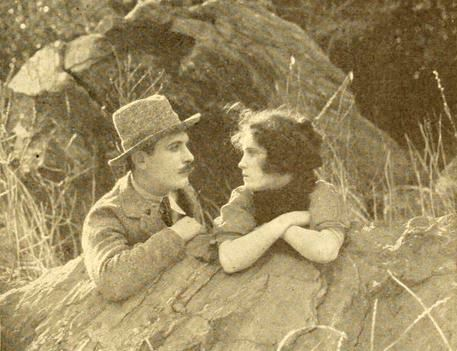
The Broken Butterfly (1919)
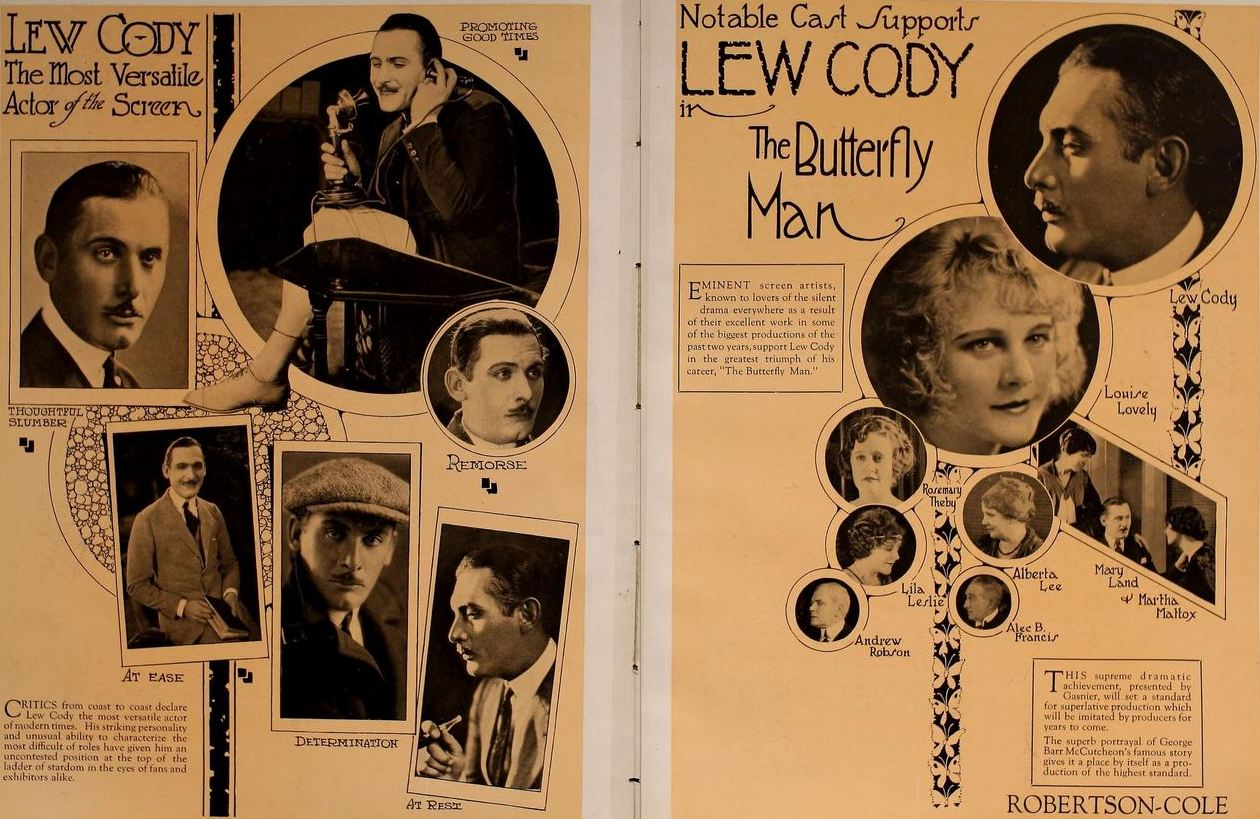
The Butterfly Man (1920)

## Filmografia

### Attore
- Harp of Tara, regia di Raymond B. West - cortometraggio (1914)
- The Tip-Off, regia di T. Hayes Hunter - cortometraggio (1915)
- The Floating Death, regia di Richard Stanton (1915)
- His Mother's Portrait, regia di Howard C. Hickman (1915)
- The Mating, regia di Raymond B. West (1915)
- The Promoter', regia di Walter Edwards (1915)
- Comrade John, regia di Bertram Bracken (1915)
- Should a Wife Forgive?, regia di Henry King  (1915)
- The Buried Treasure of Cobre, regia di Frank Beal - cortometraggio (1916)
- The Grinning Skull, regia di George Nichols - cortometraggio (1916)
- The Cycle of Fate, regia di Marshall Neilan (1916)
- The Oath of Hate, regia di Henry King (1916)
- A Noble Fraud, regia di Harry Williams (1917)
- The Bride's Silence, regia di Henry King (1917)
- Southern Pride, regia di Henry King (1917)
- A Game of Wits, regia di Henry King (1917)
- A Branded Soul, regia di Bertram Bracken (1917)
- Painted Lips, regia di Edward J. Le Saint (1918)
- Daddy's Girl, regia di William Bertram (1918)
- The Treasure of the Sea, regia di Frank Reicher (1918)
- The Bride's Awakening, regia di Robert Z. Leonard (1918)
- The Demon, regia di George D. Baker (1918)
- Mickey, regia di F. Richard Jones e James Young (1918)
- Playthings, regia di Douglas Gerrard (1918)
- Preferisco mio marito, regia di Phillips Smalley e Lois Weber (1918)
- Beans, regia di John Francis Dillon (1918)
- Borrowed Clothes, regia di Lois Weber (1918)
- Perché cambiate marito? (Don't Change Your Husband), regia di Cecil B. DeMille (1919)
- As the Sun Went Down, regia di E. Mason Hopper (1919)
- Men, Women, and Money, regia di George Melford (1918)
- Our Better Selves, regia di George Fitzmaurice (1919)
- The Life Line, regia di Maurice Tourneur (1919)
- Are You Legally Married?, regia di Robert T. Thornby (Robert Thornby) (1919)
- The Broken Butterfly, regia di Maurice Tourneur (1919)
- The Pleasant Devil (o The Beloved Cheater)
- The Butterfly Man, regia di Louis J. Gasnier e Ida May Park (1920)
- Occasionally Yours, regia di James W. Horne (1920)
- The Sign on the Door, regia di Herbert Brenon (1921)
- The Valley of Silent Men, regia di Frank Borzage (1922)
- Secrets of Paris, regia di Kenneth S. Webb (1922)
- Dangerous Pastime, regia di James W. Horne (1922)
- Jacqueline, or Blazing Barriers, regia di Dell Henderson (1923)
- Souls for Sale, regia di Rupert Hughes (1923)
- L'onestà vittoriosa (Within the Law), regia di Frank Lloyd (1923)
- Roberto di Hentzau (Rupert of Hentzau), regia di Victor Heerman (1923)
- L'onesta segretaria (Lawful Larceny), regia di Allan Dwan (1923)
- Reno, regia di Rupert Hughes (1923)
- The Shooting of Dan McGrew, regia di Clarence G. Badger (1924)
- Nellie, la bella modista (Nellie, the Beautiful Cloak Model), regia di Emmett J. Flynn (1924)
- The Woman on the Jury, regia di Harry O. Hoyt (1924)
- Defying the Law, regia di Bertram Bracken (1924)
- La Madonna delle rose (Revelation), regia di George D. Baker (1924)
- Tre donne (Three Women), regia di Ernst Lubitsch (1924)
- Husbands and Lovers, regia di John M. Stahl (1924)
- So This Is Marriage?, regia di Hobart Henley (1924)
- Il trionfo dell'onestà (Man and Maid), regia di Victor Schertzinger (1925)
- The Sporting Venus, regia di Marshall Neilan (1925)
- Schiava della moda (A Slave of Fashion), regia di Hobart Henley (1925)
- Exchange of Wives, regia di Hobart Henley (1925)
- La torre delle menzogne (The Tower of Lies), regia di Victor Sjöström (1925)
- Time, the Comedian, regia di Robert Z. Leonard (1925)
- La sua segretaria (His Secretary), regia di Hobart Henley (1925)
- Montecarlo (Monte Carlo), regia di Christy Cabanne (1926)
- The Gay Deceiver, regia di John M. Stahl (1926)
- Tua moglie ad ogni costo (The Demi-Bride), regia di Robert Z. Leonard (1927)
- On Ze Boulevard, regia di Robert Z. Leonard (1927)
- Adamo e il peccato (Adam and Evil), regia di Robert Z. Leonard (1927)
- Mia moglie mi tradisce (Tea for Three), regia di Robert Z. Leonard (1927)
- Wickedness Preferred, regia di Hobart Henley (1928)
- Lo specchio dell'amore (Beau Broadway), regia di Malcolm St. Clair (1928)
- The Baby Cyclone, regia di A. Edward Sutherland (1928)
- Maschere di celluloide (Show People), regia di King Vidor (1928)
- A Single Man, regia di Harry Beaumont (1929)
- Che tipo di vedova! (What a Widow!), regia di Allan Dwan (1930)
- Divorce Among Friends, regia di Roy Del Ruth (1930)
- Disonorata (Dishonored), regia di Josef von Sternberg (1931)
- La corsa alla fortuna (Three Rogues), regia di Benjamin Stoloff (1931)
- Beyond Victory, regia di John S. Robertson, Edward H. Griffith (1931)
- Meet the Wife, regia di Leslie Pearce (1931)
- Three Girls Lost, regia di Sidney Lanfield (1931)
- Stout Hearts and Willing Hands, regia di Bryan Foy (1931)
- Onore di fantino (Sweepstakes), regia di Albert S. Rogell (1931)
- A Woman of Experience, regia di Harry Joe Brown (1931)
- The Common Law
- Puro sangue (Sporting Blood), regia di Charles Brabin (1931)
- X Marks the Spot, regia di Erle C. Kenton (1931)
- Beautiful and Dumb, regia di Emmett J. Flynn (1932)
- The Tenderfoot, regia di Ray Enright (1932)
- 70,000 Witnesses, regia di Ralph Murphy (1932)
- A Parisian Romance, regia di Chester M. Franklin (1932)
- The Crusader, regia di Frank R. Strayer (1932)
- Madison Sq. Garden, regia di Harry Joe Brown (1932)
- The Unwritten Law, regia di Christy Cabanne e Wilfred Lucas (1932)
- Under-Cover Man, regia di James Flood (1932)
- File 113, regia di Chester M. Franklin (1933)
- Wine, Women and Song, regia di Herbert Brenon (1933)
- By Appointment Only, regia di Frank R. Strayer (1933)
- I Love That Man, regia di Harry Joe Brown (1933)
- Sitting Pretty, regia di Harry Joe Brown (1933)
- Private Scandal, regia di Ralph Murphy (1934)
- Shoot the Works, regia di Wesley Ruggles (1934)

### Sceneggiatore
- The Pleasant Devil, regia di William Christy Cabanne e Louis J. Gasnier (1919)

## Spettacoli teatrali
- The Hired Girl's Millions (Broadway, 12 agosto 1907)
- The Whirl of the World (Broadway, 10 gennaio 1914)